# Грихастха
Грихастха (санскр. गृहस्थ, IAST: Grihastha — буквально «находящийся в доме») — в индуизме вторая стадия (ашрама) жизни, которую должен пройти каждый благочестивый индус после изучения «Вед»: жениться и завести семью.
Первая стадия — Brahmacârin (брахмачарин): мальчик поступает в ученики к брахману, должен читать утром и вечером положенные молитвы и помогать учителю во всех домашних работах. За это его учат «Ведам» на память. По окончании периода учения (от 12 до 48 лет), ученик получает некоторые подарки и покидает дом учителя (Snâtaka — «выкупавшийся»). Но он может и остаться у него (Nâishthika — «законченный», «совершенный») или прямо уйти в лес отшельником.
Обыкновенно же он должен войти во вторую стадию: жениться и завести свою семью (Грихастха — глава дома). Теперь он сам учит свою семью «Ведам».
Когда у него вырастают взрослые сыновья, могущие основать свой дом, он может войти в третью стадию (Vâna-prastha) и уйти в лес один или с женой, в качестве ванапрастха (лесной отшельник). Здесь он изучает «Араньяки» (ведийские прозаические трактаты, предназначенные для изучения в лесу) и Упанишады, а также предается аскетическим упражнениям.
Наконец, он вступает в четвёртую стадию вполне отказавшегося от мира (Samnyâsin — «отвергший», «отбросивший») и живёт нищим до самой смерти, питаясь подаянием.